# Station Colleret
Station Colleret is een spoorwegstation in de Franse gemeente Colleret. Het station is gesloten.